# Valkenburg aan de Geul
Pronunciação
Valkenburg aan de Geul (AFI: [ˈvɑlkə(m)bʏrx aːn də ˈɣøːl] (escutarⓘ); em Limburguês: Valkeberg) é um município situado no sudeste da província neerlandesa de Limburg. Sua população estimada em 2019 era de 16 470 habitantes. Ocupa uma área total de 36,91 km² (dos quais 0,2 km² correspondem a água). Limita-se com os municípios de Maastricht pelo leste, Meerssen e Beekdaelen pelo norte, Voerendaal pelo oeste e Eijsden-Margraten e Gulpen-Wittem pelo sul. Seu nome se refere à cidade principal do município, Valkenburg, e ao rio Geul. Fundado em 1 de janeiro de 1982, Valkenburg aan de Geul surgiu da fusão dos antigos municípios independentes Valkenburg-Houthem e Berg en Terblijt. É chamado de "Terra dos Castelos" pelo fato de ter em total seis castelos espalhados pelo seu território.

## Economia
No mês de dezembro, Valkenburg organiza anualmente diversas feiras de Natal. No ano de 2022, as feiras de Natal em Valkenburg receberam um recorde de 600.000 visitantes vindos de toda a Europa.

## Desporto/Esporte
Até o ano de 2017 a colina de Cauberg era o ponto final da prestigiada corrida de ciclismo Amstel Gold Race, a primeira etapa do tríptico das Ardenas.
O município já sediou varias vezes o Campeonato Mundial de Ciclismo em Estrada da UCI.

## Galeria

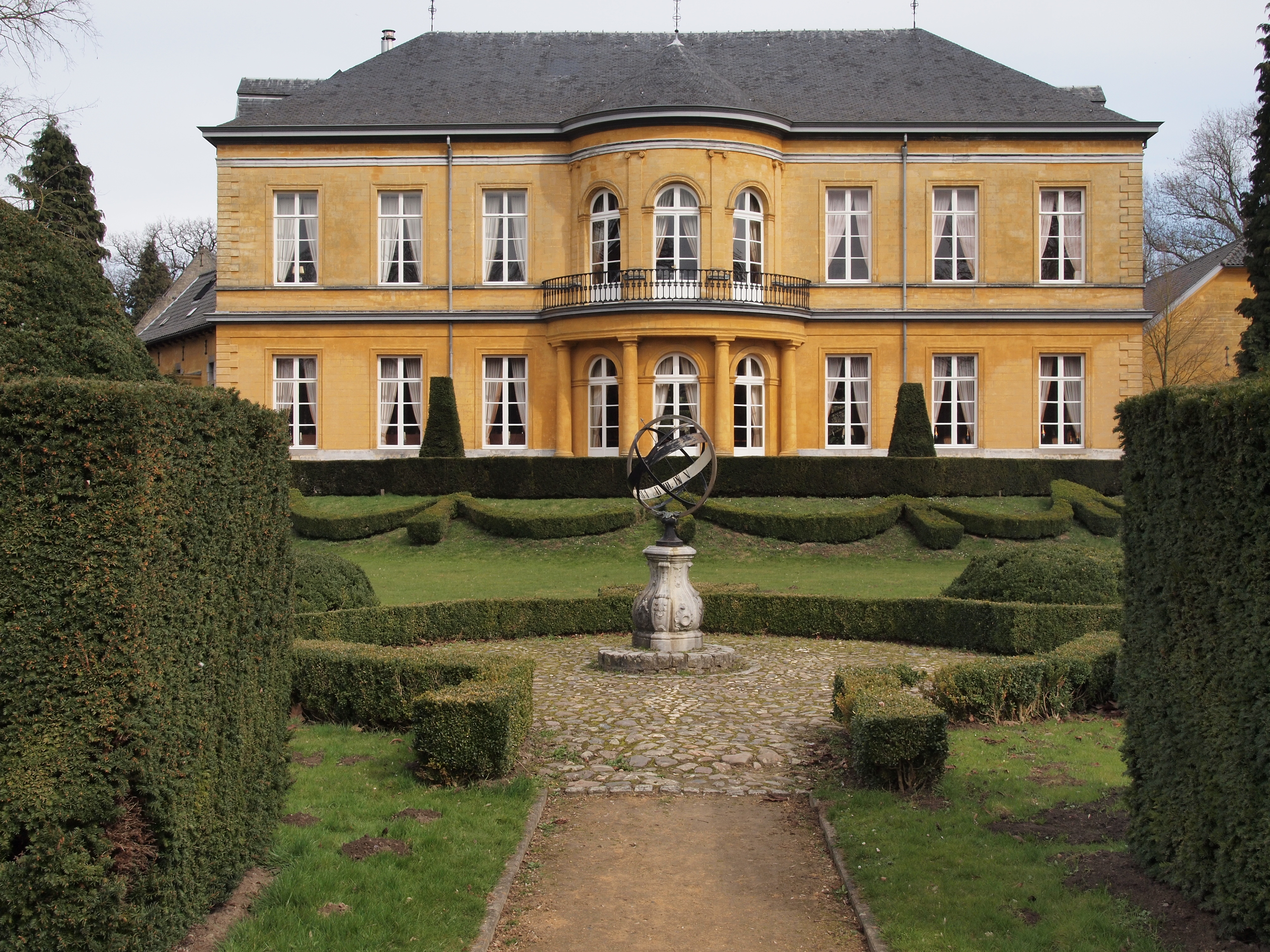
Castelo Oost Valkenburg
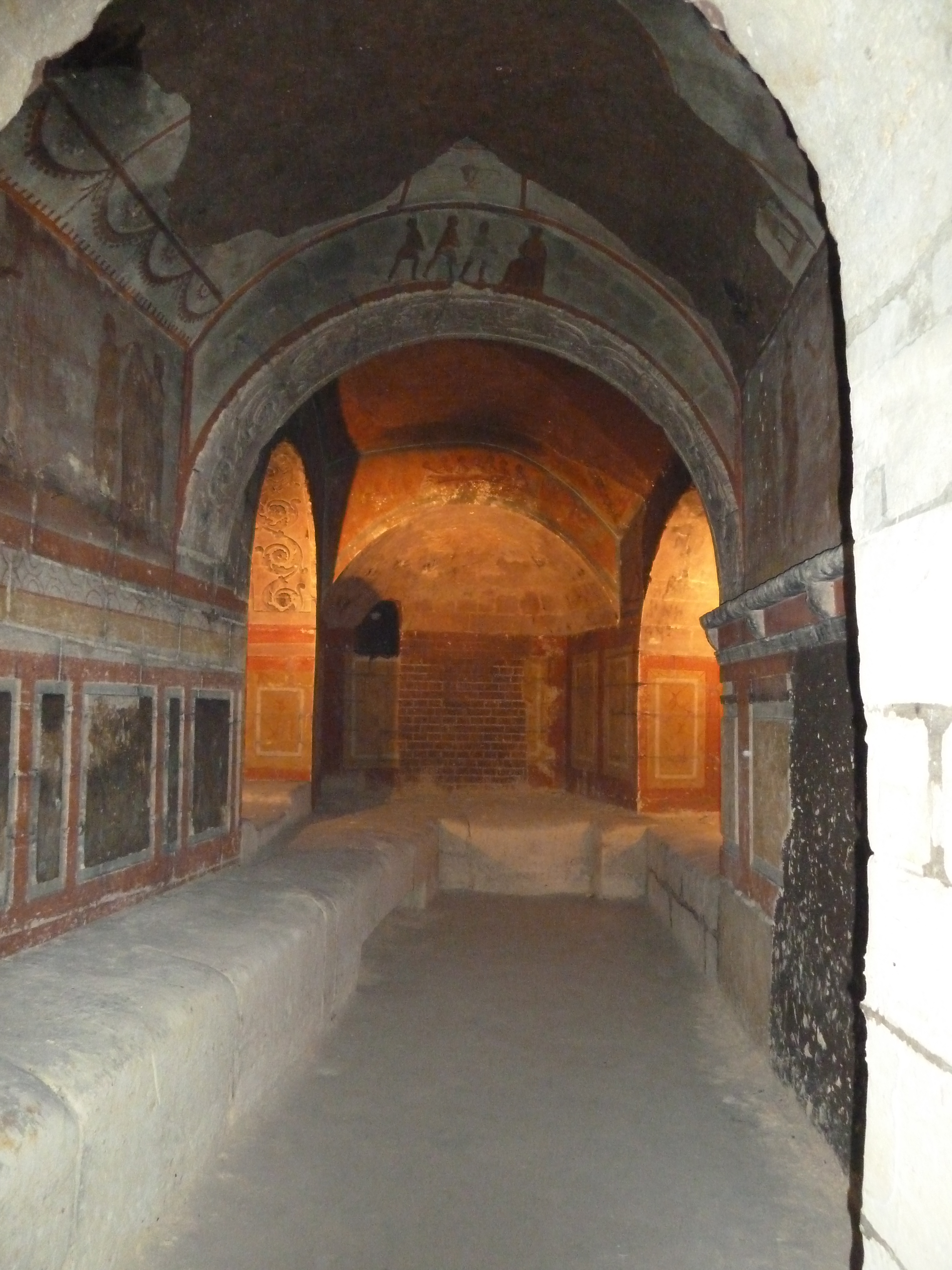
Catacumba romana
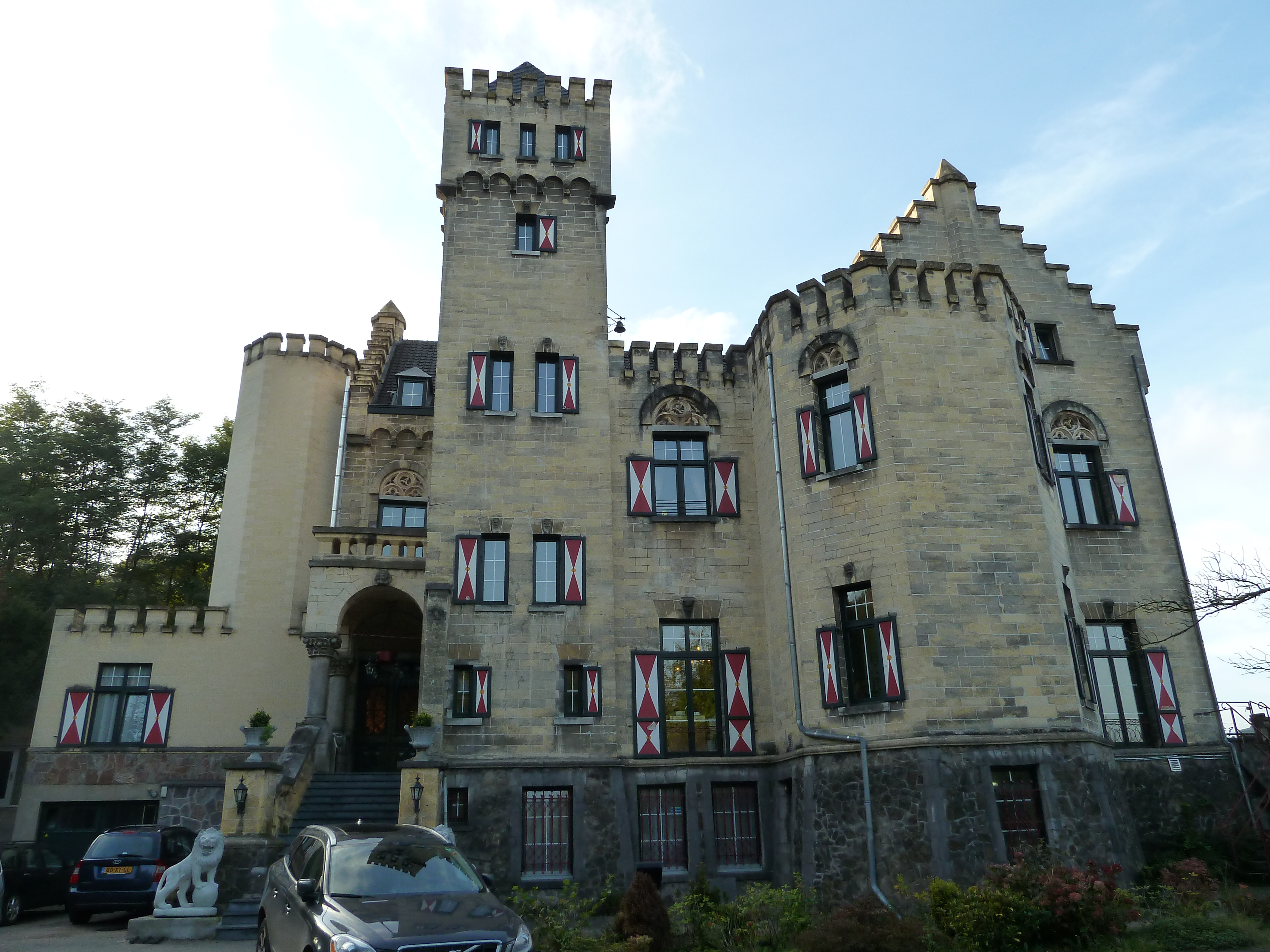
Castelo Geulzicht